# Satakentia liukiuensis
Genre
Espèce
Classification phylogénétique
Satakentia est un genre de la famille des Arecaceae (Palmiers) comprenant une seule espèce, Satakentia liukiuensis, originaire des îles Ryūkyū, un archipel japonais entre les îles de Kyūshū au nord et Taïwan au sud.

## Classification
- Sous-famille des Arecoideae
  - Tribu des Areceae
    - Sous-tribu des Carpoxylinae